# Placiti cassinesi

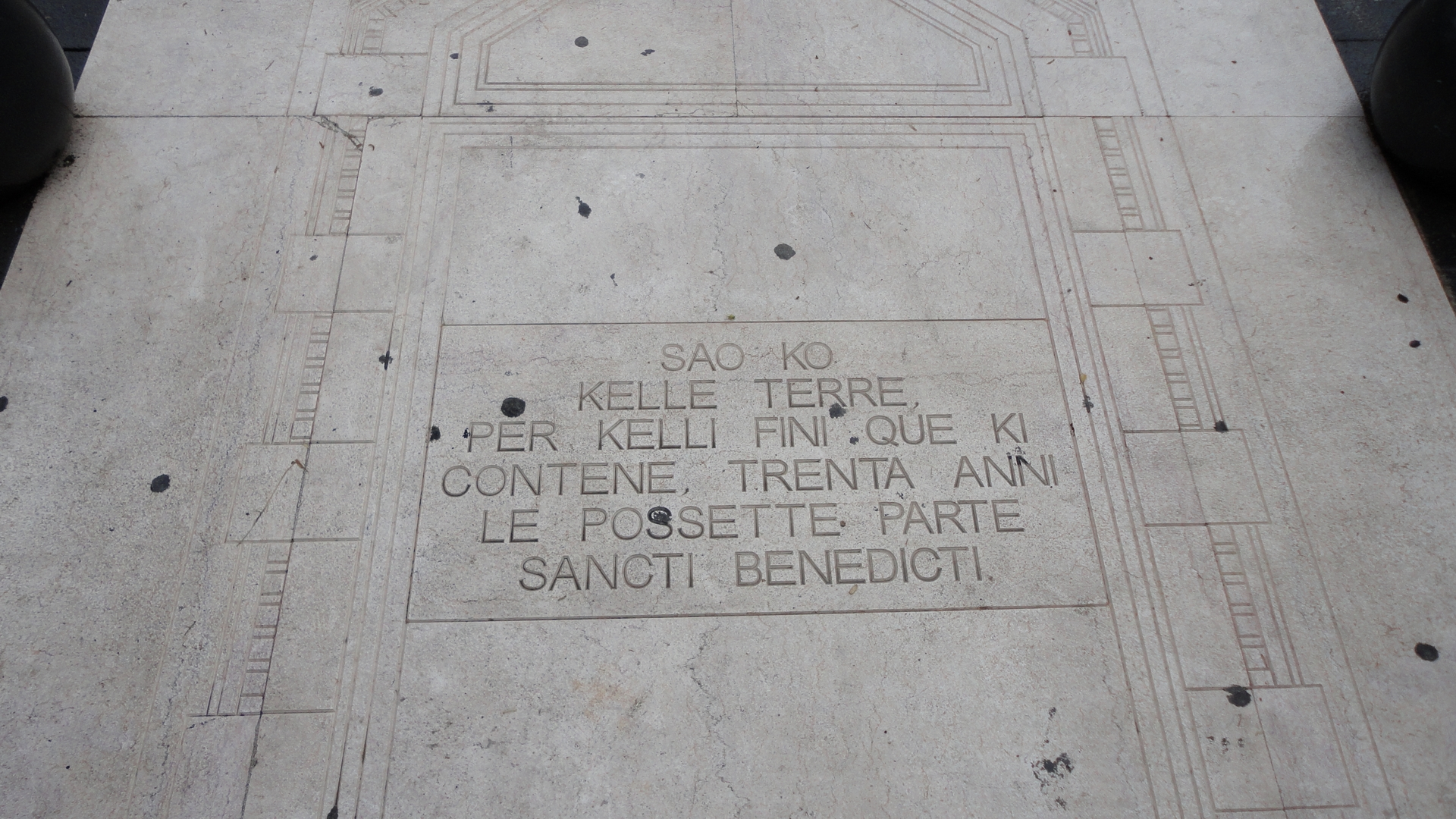
Inscripció en marbre col·locada al terra de la Plaça Medaglie d'or a Càpua, que és el primer text en italoromanç.

Els quatre Placiti cassinesi, són quatre declaracions jurades, registrades entre el 960 i 963, sobre la pertinença de determinades terres als monestirs benedictins de Càpua, Sessa Aurunca i Teano; són els primers documents italoromanç escrits en un llenguatge que pretén ser oficial i acadèmica.
Es refereix a una disputa sobre els límits de propietat entre el monestir de Monte Cassino i un petit senyor feudal local Rodelgrimo d'Aquino. Amb aquest document, els tres testimonis testifiquen a favor dels benedictins, davant del jutge Arechisi, assenyalant amb un dit els límits del lloc que havia estat ocupat il·legalment per un camperol després de la destrucció de l'abadia el 885 per part de sarraïns.
La fórmula de la cerimònia capuana va ser inclosa en la mateixa frase, escrita en llatí, i es repeteix quatre vegades.
Els textos diuen així: 
| «                 | Sao ko kelle terre, per kelle fini que ki contene, trenta anni le possette parte Sancti Benedicti. | » |
| — Càpua, març 960 | |   |

| «                 | Sao cco kelle terre, per kelle fini que tebe monstrai, Pergoaldi foro, que ki contene, et trenta anni le possette. | » |
| — Sessa, març 963 | |   |

| «                    | Kella terra, per kelle fini que bobe mostrai, sancte Marie è, et trenta anni la posset parte sancte Marie. | » |
| — Teano, octubre 963 | |   |